# Жуков, Александр Яковлевич
Александр Яковлевич Жуков (1906, Орловская губерния — 1986, Оренбург) — советский партийный и государственный деятель, председатель Чкаловского (Оренбургского) облисполкома (1952—1960).

## Биография
Окончил Академию коммунистического воспитания имени Н. К. Крупской.
В 1941—1952 гг. — начальник политического отдела Чебеньковского зерносовхоза, первый секретарь Пономарёвского районного комитета ВКП(б) (Чкаловская область), секретарь Чкаловского областного комитета ВКП(б).
В 1952—1960 гг. — председатель Исполнительного комитета Чкаловского — Оренбургского областного Совета.
С 1960 г. на пенсии.

## Награды
- орден Ленина (1956)
- орден Трудового Красного Знамени (26.03.1956)
- медали